# Golf Sixes
Le  Golf Sixes est un tournoi professionnel de golf du Tour Européen. La première édition se joue au Centurion Club de St Albans, en Angleterre, en mai 2017. Le tournoi a la particularité d'avoir seulement 32 joueurs engagés, répartis en 16 équipes de deux, chaque équipe représente une nation. La dotation est de 1 million d'euros.
Lors de la première journée de jeu, les équipes sont divisées en quatre groupes de quatre. Chaque équipe de la poule affronte les trois autres équipes en match-play sur six trous seulement. 
Les deux meilleures équipes de chaque groupe sont qualifiées pour le dimanche. Sont d'abord disputées les huitièmes de finale, puis les quarts de finale, les demi-finales, un match pour les 3e et 4e place et enfin la finale. Comme le samedi, chaque match est joué en six trous.

## Palmarès
| Année | Pays     | Joueurs                              | Score | Finaliste               |
| ----- | -------- | ------------------------------------ | ----- | ----------------------- |
| 2017  | Danemark | Lucas Bjerregaard & Thorbjørn Olesen | 3 & 1 | Scott Hend & Sam Brazel |